# Associação de Voleibol Amador de Brunei
A Associação de Voleibol Amador de Brunei  (em malaio: Persatuan Bola Keranjang Amatur Brunei;  em inglêsː Brunei Amateur Volleyball Association, BAVA) é  uma organização fundada em 1982 que governa a pratica de voleibol em Brunei, sendo membro da Federação Internacional de Voleibol e da Confederação Asiática de Voleibol, a entidade é responsável por  organizar  os campeonatos nacionais de  voleibol masculino e feminino no país.